# Pluteus aurantiorugosus

Pluteus aurantiorugosus je retka saprofitna gljiva iz porodice Pluteaceae. Raste uglavnom na trulim panjevima ili deblima listopadnih drveća, pojedinačno ili u manjoj grupi. Jestivost nije poznata. Lako prepoznatljiva vrsta po intezivno obojenom klobuku. U šumama se može sresti od leta pa do jeseni. 

## Opis plodnog tela
Klobuk je do 5 cm, jupast ili raširen, često sa središnjim ispupčenjem. Može biti mrežasto naboran. Obojen je intezivno narandžaste boje. Kožica šešira je glatko ili nežno brašnasta. Listići su beličasti do ružičasti. Drška je tanka, fibrozna, brašnasta i šuplja. Visoka je do 5 cm i debljine oko 0,8 cm. Beličaste boje u početku zatim poprimava narandžaste tonove. U osnovi žuta. Meso je beličasto, u osnovi drške đute boje. Nema izražen miris i ukus. 

## Otisak spora
Otisak spora je prljavoroze boje

## Mikroskopija
Spore su zaobljene, glatke i hijalne. Dimenzija 5,5—7 x 4,5—5,5 µm. 

## Jestivost
Jestivost joj nije poznata, međutim smatra se da sadrži psilocibin, te se ne preporučuje za konzumiranje.

## Slične vrste
[[]] - tamniji i podvijeni klobuk. Uglavnom klobuk manjih dimenzija. 

## Literatura
- Uzelac, Branislav (2009). Gljive Srbije i zapadnog Balkana. Beograd: BGV logic.
- (1997). Atlas gljiva. Zagreb: Prosvjeta.
- Flik, M. (2010). Koja je ovo gljiva? prepoznavanje, sakupljanje, upotreba. Beograd: Marso.

## Spoljašnje veze
http://www.speciesfungorum.org/Names/Names.asp
- http://bioras.petnica.rs%5B%5D
- http://www.first-nature.com/fungi/pluteus-aurantiorugosus.php
- http://www.mushroomexpert.com/pluteus_aurantiorugosus.html